# Ramiro Carrera
Ramiro Ángel Carrera (La Plata, Buenos Aires, Argentina; 24 de octubre de 1993) es un futbolista argentino. Juega de volante ofensivo y su equipo actual es el Club Atlético Lanús de la Primera División de Argentina.

## Trayectoria
Realizó las divisiones menores en los clubes Boca Juniors y Deportivo Español, entre otros. En el año 2010 ingresó al centro de especialización futbolística CN Sports Argentina situado en la ciudad de La Plata, institución que posee su representación y donde realiza periódicamente entrenamientos y trabajos de alto rendimiento.
En el año 2011 jugó la Liga de Lobos y posteriormente el Torneo Argentino C representando al equipo Madreselva (Lobos).
A mediados del año 2012 es fichado por el club Arsenal, donde disputa cerca de 30 partidos con la División Reserva para luego ser convocado por el entrenador Gustavo Alfaro para realizar la pretemporada 2013 con la Primera División.
El 2 de agosto de 2013 realiza su debut en Primera División contra Estudiantes de La Plata, partido correspondiente a la primera fecha del Torneo Inicial Argentino 2013. En su tercer partido en Primera División, convierte su primer gol enfrentado a Olimpo de Bahía Blanca en el estadio Julio Humberto Grondona.
Para el Clausura 2023 de la Liga MX, Carrera debutará con el Cruz Azul.

## Formación en CN Sports Argentina
Desde el año 2010 concurre al predio de CN Sports para perfeccionar sus habilidades técnicas y elevar su rendimiento futbolístico. En el año 2011, junto a un plantel de jugadores profesionales, realiza una gira a Turquía, donde disputa una serie de partidos amistosos contra importantes equipos europeos. En el año 2012, participa del "2012 Shanghai International Football Tournament", torneo disputado en la República de China, del que participaron los dos equipos más importantes de la ciudad "Shanghai Shenhua" y "Shanghai Shenxin", y un equipo de la primera división de Sudáfrica. Estas giras le permitieron al jugador ganar experiencia y roce internacional a nivel profesional.
Actualmente Ramiro continúa realizando entrenamientos semanales en CN Sports para seguir perfeccionándose como futbolista.

## Clubes
| Club                         | País      | Año         |
| ---------------------------- | --------- | ----------- |
| Arsenal                      | Argentina | 2013 - 2016 |
| Gimnasia La Plata (préstamo) | Argentina | 2016 - 2017 |
| Arsenal                      | Argentina | 2017        |
| Unión Española               | Chile     | 2018        |
| Atlético Tucumán             | Argentina | 2019 - 2023 |
| Cruz Azul                    | México    | 2023        |
| Atlético Tucumán (préstamo)  | Argentina | 2023        |
| Lanús                        | Argentina | 2024 - Act. |

### Estadísticas
| Club                             | Torneo                       | Partidos | Goles |
| -------------------------------- | ---------------------------- | -------- | ----- |
| Arsenal                          | Primera División Argentina   | 91       | 14    |
| Arsenal                          | Copa Argentina               | 6        | 1     |
| Arsenal                          | Supercopa Argentina          | 1        | 0     |
| Arsenal                          | Copa Libertadores de América | 6        | 1     |
| Arsenal                          | Total                        | 104      | 16    |
| Última actualización: 01-07-2018 |                              |          |       |

## Palmarés

### Campeonatos nacionales
| Título              | Club    | Sede      | Año     |
| ------------------- | ------- | --------- | ------- |
| Supercopa Argentina | Arsenal | Catamarca | 2012    |
| Copa Argentina      | Arsenal | Catamarca | 2012/13 |

### Torneos regionales
| Torneo          | Club       | Sede  | Año  |
| --------------- | ---------- | ----- | ---- |
| Torneo Clausura | Madreselva | Lobos | 2010 |